# McGregor (Südafrika)
McGregor ist eine Stadt in der Lokalgemeinde Langeberg, im Distrikt Cape Winelands der südafrikanischen Provinz Westkap. Die Stadt liegt in den Sonderendbergen.
Gemäß Volkszählung von 2011 hatte sie 3125 Einwohner, wovon 86,6 % Afrikaans als ihre erste Sprache angaben.

## Geschichte
Die Ortschaft wurde 1861 als Siedlung Lady Grey gegründet. Sie hatte über die nächsten Jahre nur etwa 50 Einwohner. Um Verwechslungen mit der Stadt Lady Grey nahe Aliwal North zu vermeiden, wurde der Name 1905 geändert. Benannt wurde die Stadt zu Ehren von Reverend Andrew McGregor (1829–1918), der 40 Jahre lang (bis 1902) Pastor des Distrikts Robertson war. Ein Gemeinderat entstand 1894 und 1907 wurde McGregor der Stadtstatus verliehen.

## Verkehr
McGregor ist auf einer Landstraße von den Städten Robertson im Norden und von Riviersonderend im Süden aus erreichbar.